# 룩셈부르크 공녀 알릭스
룩셈부르크 공녀 알릭스(Princess Alix of Luxembourg, 1929년 8월 24일 ~ 2019년 2월 11일)는 룩셈부르크 여대공 샤를로트과 부르봉파르마의 펠릭스의 넷째 딸이자 막내였다. 그녀는 룩셈부르크의 공녀, 나사우의 공녀, 부르봉파르마의 공녀로 태어났다. 그녀는 장 대공의 여동생이자 앙리 대공의 고모였다.